# Wasserturm Oldenburg-Donnerschwee

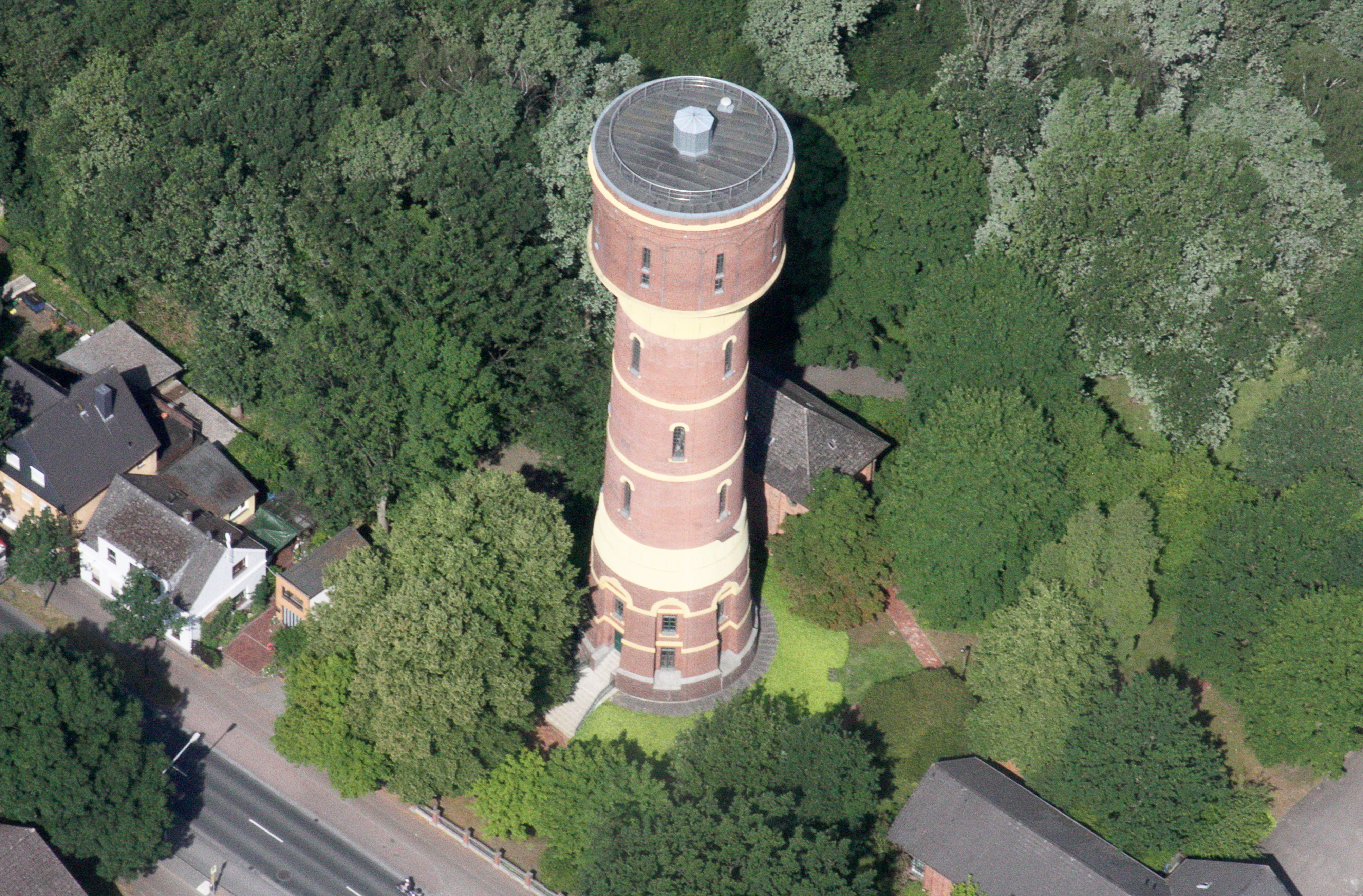
Wasserturm Oldenburg-Donnerschwee und Wasserschutzgebiet von oben

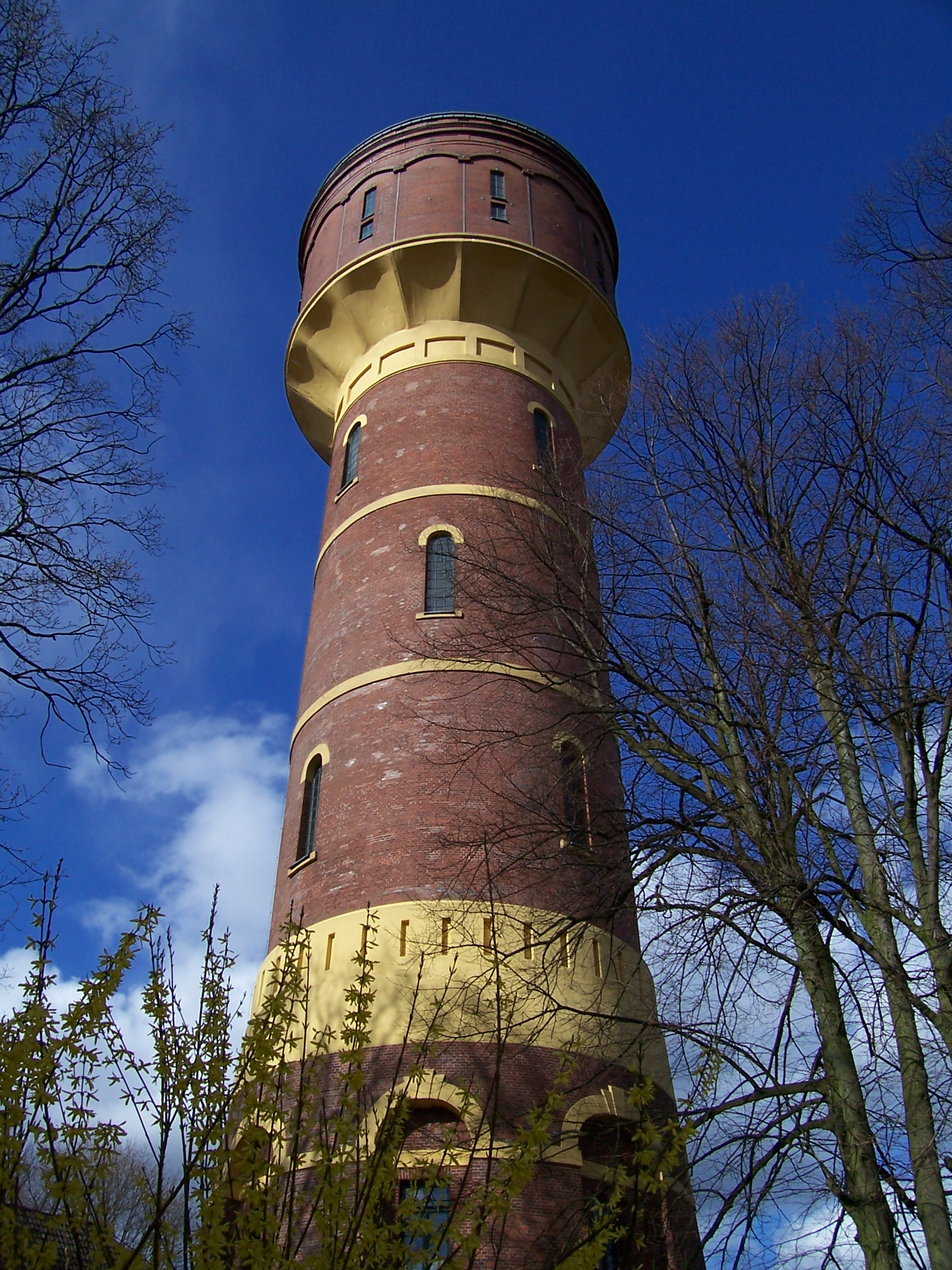
Wasserturm Oldenburg-Donnerschwee von unten

Der Wasserturm Oldenburg-Donnerschwee  ist ein Bau aus dem Jahre 1896. Er steht an der Donnerschweer Straße und gilt als Wahrzeichen des Stadtteils Donnerschwee. Zusammen mit dem angrenzenden Wasserwerk bildet er ein einheitliches Ensemble im historistischen Baustil. Er fasst etwa 500 Kubikmeter Wasser.

## Bauwerk
Die unteren beiden Geschosse des kreisrunden Backsteinbaus sind mit umlaufenden Blendarkaden versehen, die über beide Stockwerke reichen und je zwei Fenster aufweisen. Darüber schließt sich ein breiter verputzter Streifen an, der zum schmaleren Schaftteil des Turms überleitet. Die drei oberen Stockwerke des Schaftes sind durch zwei schmale Putzringe äußerlich voneinander getrennt. Schmale Rundbogenfenster belichten den Innenbereich.
Der Übergang vom Schaft zum vorkragenden Kopf des Bauwerks ist  verputzt. Die Ummantelung des Wasserbehälters zeigt dann wieder Sichtmauerwerk, das durch schmale Fenster und einen Bogenkranz darüber gegliedert ist.

## Geschichte
Bis zum Ende des 19. Jahrhunderts erfolgte die Wasserversorgung in Oldenburg über dezentrale öffentliche und private Brunnen. Die Trinkwasserqualität war oft bedenklich.  Die Situation verbesserte sich erst nach 1896, als eine zentrale Versorgung eingerichtet wurde. Der Wasserturm war Teil der Wasserversorgungsanlagen. Er sollte ursprünglich am Oldenburger Pferdemarkt errichtet werden. Dann entschied man sich aber, ihn auf dem Gelände des Wasserwerks Donnerschwee zu bauen. Zunächst war nur jeder zehnte der 5300 Haushalte an das Netz angeschlossen. Heute gibt es drei Wasserwerke für die Versorgung der Stadtbevölkerung: je eins in den Stadtteilen Donnerschwee und Alexandersfeld sowie eins in Sandkrug, einer Ortschaft in der benachbarten Gemeinde Hatten, ca. 5 km südlich der Oldenburger Stadtgrenze. Aus insgesamt 45 Brunnen werden etwa 158.000 Einwohner mit jährlich rund neun Millionen Kubikmetern versorgt.
Obwohl man heute durch moderne Pumpanlagen ohne Wassertürme auskommen kann, ist der Wasserturm Donnerschwee noch in Betrieb. Er dient dazu,  Schwankungen im Wasserverbrauch auszugleichen.